# مقاطعة لانيير (جورجيا)
مقاطعة لانيير (بالإنجليزية: Lanier County)‏ هي إحدى المقاطعات في ولاية جورجيا في الولايات المتحدة الأمريكية.